# Municipio de Amatitán
El municipio de Amatitán es un municipio del estado de Jalisco, México. Su cabecera es la localidad de Amatitán. Se localiza en la Región Valles. Su nombre proviene del náhuatl -Amatl (Amate) y an (lugar) y significa "junto a los amates". Tiene una extensión territorial de 216.05 kilómetros cuadrados. Amatitán es conocido por ser uno de los productores de tequila más importantes del mundo, y donde se originó esta bebida.

## Toponimia
El nombre Amatitán proviene de la palabra náhuatl Amatítlan, la cual es el resultado de la unión de los vocablos "ámatl"' (de amate o papel), "ti" (eufónica) y "tlan" (entre); por lo tanto significa: "junto a los amates".

## Historia
Los primitivos pobladores eran descendientes de los aztecas, los cuales disputaron estas tierras con otros indígenas y se concentraron en el cerro del Chiquihuitillo. El cacique Teochican los expulsó y casi los exterminó en el mencionado cerro. Pertenecían al señorío de Etzatlán.
En 1530 arribó Cristóbal de Oñate con unos franciscanos que encabezaba Fray Juan Calero, también conocido por fray Juan de la Esperanza o del Espíritu Santo. Lo mataron los indios en la sierra entre Ameca y Etzatlán durante la Guerra del Mixtón el día 5 de julio de 1541. No obtuvieron fruto alguno por la rebeldía de los naturales, finalmente el virrey Antonio de Mendoza permaneció en Tequila hasta someterles destruyendo y combatiendo contra Diego Zacatecas, que encabezaba a los rebeldes junto con Edith Padilla Ortiz.
Amatitán se inició con 15 familias aborígenes, 5 peninsulares, 2 religiosos y varios mexicas que hablaban diferentes lenguas. Dependían por Cédula Real de Tequila. Fueron dadas las siguientes medidas al poblado: del centro a los 4 puntos cardinales, 22 varas al oriente, 12 al poniente, 8 al norte y 22 al sur para dividir y asentar al pueblo. Antes de constituirse en municipio perteneció al departamento de Tequila en el cantón de Ahualulco. Fue el 13 de marzo de 1837 cuando se erigió en municipio.

## Geografía física

### Ubicación
El municipio de Amatitán se localiza en la región Valles del estado de Jalisco. Sus municipios colindantes son Tala, Teuchitlán, El Arenal, Tequila, Zapopan. 
El municipio colinda al norte con los municipios de Tequila y Zapopan; al este con los municipios de Zapopan y El Arenal; al sur con los municipios de El Arenal, Teuchitlán y Ahualulco de Mercado; al oeste con el municipio de Tequila.

### Medio físico
Topográficamente, en Amatitán el 50.0% del municipio tiene terrenos planos, 26% de su territorio es accidentado (montañoso) y el 24% de lomeríos. El suelo predominante es el luvisol (46%), se caracteriza por la acumulación de arcilla, son suelos rojos o amarillentos, destinados principalmente a la agricultura con rendimientos moderados y alta susceptibilidad a la erosión, mientras que en el 39.3% del suelo se distribuye el Feozem. El litoso y regosol componen 7.4% y el 6.6%, mientras que el vertisol ocupa un 0.6%. Ahora, la cobertura del suelo la compone en 51.3% la agricultura, el bosque y la selva lo ocupan con el 21.1 y 19.3 por ciento respectivamente. Por último, los pastizales, cuerpos de agua y asentamientos humanos requieren del 5, 2.2 y 1.2 por ciento consecutivamente. Geológicamente, la roca predominante es basalto (58.2%), residual con 19.3%, roca extrusiva ácida en el 15.4%, Brecha volcánica presentándose en el 5.8% y toba con el 1.2%.

### Hidrografía
Los tipos de recursos hídricos del municipio están constituidos por aguas subterráneas, ríos y lagos. El territorio está ubicado dentro de 3 acuíferos de los cuales el 95.5% no tienen disponibilidad y el 4.5% se encuentra con disponibilidad de agua subterránea. 
Sus recursos hidrológicos son proporcionados por los ríos y arroyos que conforman la cuenca Lerma-Chapala-Santiago. Los ríos son: Santiago y Arenal. Los arroyos importantes son: Amatitán, El Ganado, La Pólvora, San Antonio, Las Víboras y las Pilas. Además cuenta con la Presa Santa Rosa.

### Clima y precipitación
La mayor parte del municipio de Amatitán (58.3%) tiene clima semicálido semihúmedo. Por otro lado, del análisis de la precipitación media mensual histórica con registros hasta el 2021 del municipio Amatitán tenemos que la precipitación acumulada promedio es de 927.7 mm; la media del mes de enero es de 16.4 mm, la mínima de 14 mm y la máxima de 18.9 mm; mientras que en julio la precipitación media es de 246.7 mm, la mínima de 240 mm y máxima de 262.7 mm. El promedio anual de días con heladas es de 5. Los vientos dominantes son en dirección del este.

### Temperatura
La temperatura media mensual conforme a los registros históricos hasta el 2021 del municipio, nos dice que la media anual promedio es de 23 grados centígrados (°C), la mínima y máxima promedio anual de 14.4 °C y 31.5 °C. La temperatura más fría se presentó en los meses de enero y febrero con 6.1 °C y 6.4 °C respectivamente y las más altas fueron de 40.3 °C y 39.2 °C de los meses mayo y abril correspondientemente.

### Flora y fauna
Su flora se compone de pino, robles, arbustos, huizaches y árboles frutales como guayaba, mamey, mango y ciruela.
Su fauna se compone del tlacuache, la zorra, el coyote, el tejón, el zorrillo, el conejo, el venado, reptiles y otras especies menores.

## Áreas naturales protegidas
Amatitán alberga 2 áreas naturales protegidas con una superficie de 3,155.31 hectáreas (ha) lo que representa el 14.6% de todo el territorio municipal. Además, se cuenta con 2.2% de humedales. Las áreas naturales llevan por nombre Cuenca Alimentadora del Distrito Nacional de Riego 043, Nayarit y La Barranca del Río Santiago.

## Sequía
A nivel municipal, la sequía severa es la que tiene una mayor distribución con un 34.3%, siguiendo en predominancia la sequía moderada y extrema con el 29.6 y 28.6 por ciento, respectivamente. En menor medida tenemos anormalmente seco, sequía excepcional y sin sequía con el 4.7, 1.6 y 1.3 por ciento siguiendo el orden.

## Economía
Conforme a la información del Directorio Estadístico Nacional de Unidades Económicas (DENUE) de INEGI, el municipio de Amatitán cuenta con 701 unidades económicas al mes de mayo de 2024 y su distribución por sectores revela un predominio de establecimientos dedicados a Comercio, siendo estos el 45.51% del total en el municipio.

### Empleo
Para junio de 2024 el IMSS reportó un total de 3,981 trabajadores asegurados, lo que representó para el municipio de Amatitán un incremento anual de 385 trabajadores en comparación con el mismo mes de 2023, debido al alza del registro de empleo formal de algunos de sus grupos económicos principalmente el de Agricultura. En función de los registros del IMSS el grupo económico que más empleos presentó dentro del municipio de Amatitán fue el de Agricultura, ya que en junio de 2024 registró un total de 2,078 trabajadores concentrando el 52.2% del total de asegurados en el municipio. El segundo grupo económico con más trabajadores asegurados fue el de Elaboración de bebidas, que para junio de 2024 registró 1,235 trabajadores asegurados que representan el 31.02% del total de trabajadores asegurados. Por tercer lugar tenemos a la construcción de edificaciones y de obras de ingeniería civil con el 4.3%.

## Infraestructura
Por último, el municipio cuenta con 16 servicios públicos, de los cuales destacan 19 escuelas, seguido de 9 instalaciones deportivas o recreación y templos con 7
- Educación

El municipio cuenta con 7 preescolares, 11 primarias y 1 secundaria.
- Salud

De acuerdo con los registros de la secretaría de salud, en el municipio se encuentran 6 unidades de servicio de salud como lo son consultorios, hospitales generales y especializados, oficinas administrativas, farmacias, laboratorios, unidades de medicina familiar, de especialidades médicas y móviles. De las cuales 4 corresponden a la Secretaría de Salud (SSJ), 1 unidad de salud es del Instituto Mexicano del Seguro Social (IMSS) y 1 módulo de los Servicios Médicos Privados; en la tabla 14 se presenta desglosada esta información por tipo de unidades de servicio conforme al instituto o dependencia a la que pertenecen
- Deporte

Cuenta con centros deportivos, en los que se practica: fútbol, basquetbol y voleibol. Además cuenta con centro culturales, plaza,  parques, jardines y biblioteca.
- Servicios

El municipio cuenta con servicios de agua potable, alcantarillado, energía eléctrica, mercado, rastro, cementerio, vialidad, aseo público, seguridad pública, parques, jardines y centros deportivos.
- Medios y vías de comunicación

Cuenta con servicio de correo, fax, teléfono, servicio de radiotelefonía y señal de radio y televisión. La transportación se efectúa a través de la carretera Guadalajara-Puerto Vallarta. Cuenta con una red de carreteras rurales que comunican las localidades; la transportación se realiza en vehículos de alquiler y particulares. Hay transportación ferroviaria turística solamente.

## Demografía y localidades
Según el Censo de Población y Vivienda 2020, su población en ese año era de 16,490 personas; de las cuales el 49.6 por ciento eran hombres y 50.4 por ciento mujeres. Comparando este volumen poblacional con el del año 2015 (15,344 personas), se observa que la población municipal aumentó un 7.47 por ciento en cinco años.

### Localidades
En 2020 Amatitán contaba con 29 localidades, de éstas, 3 eran de dos viviendas y 5 de una. La localidad de Amatitán era la más poblada, con 12,180 personas, que representaban el 73.9% de la población del municipio; le seguía Santiaguito con el 9.4%, La Cantera con el 5.3%, Tepetates con el 1.8% y La Villa de Cuerámbaro con el 1.7% del total municipal.
| Código INEGI      | Localidad         | Población (2020) |
| ----------------- | ----------------- | ---------------- |
| 140050001         | Amatitán          | 12 180           |
| 140050031         | Santiaguito       | 1 545            |
| Otras localidades | Otras localidades | 2 765            |
| Total municipal   | Total municipal   | 16 490           |

## Religión
El 96.42% de los habitantes profesa la religión católica, también hay creyentes de los Testigos de Jehová, Adventistas del Séptimo Día, Mormones, protestantes y creyentes de otras religiones. El 0.50% de los habitantes ostentaron no practicar religión alguna.

## Pobreza por carencia social
En el municipio de Amatitán el 61.6% de la población carecia de acceso a seguridad social para el 2020 y otro 30.1 carecia de acceso a servicios de salud. En acceso a los servicios básicos en la vivienda, rezago educativo, acceso a la alimentación y calidad y espacios de la vivienda concentraban el 12.9, 14.6, 8.9 y 6.4 por ciento de población con carencia. 

## Índice de desarrollo municipal (IDM)
Amatitán obtiene un desarrollo institucional Bajo con un IDM-I de 55.2, que lo coloca en el sitio 92 del ordenamiento estatal.

## Promedio mensual de carpetas de investigación
Durante el periodo de junio de 2023 a mayo de 2024, se abrieron un total de 143 carpetas de investigación con un promedio mensual es de 12 carpetas abiertas con mayor incidencia en el robo de vehículo automotor.

## Cultura
- Trajes típicos: el traje de charro para el hombre y el vestido de china poblana para la mujer.

- Gastronomía: destaca la birria, el pozole y las enchiladas; de sus dulces el camote enmielado, garapiñado, las mermeladas y la calabaza curtida; de sus bebidas el tequila.

### Sitios de interés
| - Templo de la Inmaculada Concepción. - Capilla del Carmen. - Casa de Salesianos. - Pórtico del Panteón. - Cerro de la Cruz. - Plaza principal. - La Hacienda de San José del Refugio. | - Cascada Cola de Caballo - Cerro el Tomacillo. - La barranca de Tecuane. - El río Santiago. - La barranca Achio. - La Presa Santa Rosa. | - Cerro de Amatitán. - Fábrica de Tequila Herradura. - Fábrica de Tequila El Fogonero. - Fábrica de Tequila Hacienda de Oro. - Fábrica de Tequila Miravalle. - Fábrica de Tequila Tequilera Regional. - Fábrica de Tequila Tequilera Las Juntas. - Fábrica de Tequila Tres Mujeres - Antigua fábrica de tequila en la barranca del Tecuane (se dice que ahí nació el tequila) |

### Fiestas
- Fiestas patronales de La Inmaculada Concepción el 8 de diciembre.
- Fiesta de la Virgen de Guadalupe, del 4 al 12 de diciembre.
- Fiestas patrias, el 15 y 16 de septiembre.
- El Carnaval, una semana antes del Miércoles de Ceniza.
- EL Señor de la Ascensión, en mayo.
- EL Festival Mundial de Globos Aerostáticos Amatitan.

## Personas destacadas
- Arturo Xavier González, músico.
- Carlos Martínez Assad, sociólogo e historiador.
- Karin Ontiveros, Nuestra Belleza México 2010.
- Braulio Mariony Zepeda Rojas, record nacional de DL en Powerlifting 2025[11]

## Gobierno
Su forma de gobierno es democrática y depende del gobierno estatal y federal; se realizan elecciones cada tres años, en donde se elige al presidente municipal y su cabildo.
El municipio cuenta con 45 localidades, las más importantes son: Amatitán (cabecera municipal), Santiaguito, Villa de Cuerámbaro, Chome, La Mata y Tepetates.

### Presidentes municipales
| Presidente municipal          | Período               | Partido político | Notas                              |
| Juan Cardona                  | 1910–1911             |                  |                                    |
| Maximiano Hernández           | 1912–1913             |                  |                                    |
| Florentino Orozco             | 1914                  |                  |                                    |
| Fermín Hernández              | 1915–1916             |                  |                                    |
| Ismael Cruz                   | 1917                  |                  |                                    |
| Jesús Martínez                | 1918                  |                  |                                    |
| Fermín Hernández              | 1919                  |                  |                                    |
| Refugio Mendoza               | 1919                  |                  |                                    |
| Domingo Ontiveros             | 1920                  |                  |                                    |
| Ismael Cruz                   | 1920                  |                  |                                    |
| Juan Cardona                  | 1921                  |                  |                                    |
| Salvador Ontiveros            | 1921                  |                  |                                    |
| Bartolo Cortez                | 1922–1923             |                  |                                    |
| Mauricio Meléndrez            | 1924–1929             |                  |                                    |
| Juan Cardona                  | 1930                  | PNR              |                                    |
| Bartolo Cortez                | 1931                  | PNR              |                                    |
| Emilio Hernández              | 1932                  | PNR              |                                    |
| Juan Cardona                  | 1933–1934             | PNR              |                                    |
| Mauricio Meléndrez            | 1935                  | PNR              |                                    |
| Nicasio C. Rosales            | 1936                  | PNR              |                                    |
| Alberto Meléndrez             | 1937                  | PNR              |                                    |
| Silverio Franco               | 1938                  | PRM              |                                    |
| Pascual Villegas              | 1939                  | PRM              |                                    |
| Nicasio C. Rosales            | 1940                  | PRM              |                                    |
| Vicente Real                  | 1941–1942             | PRM              |                                    |
| Rosendo Ramos                 | 1943–1944             | PRM              |                                    |
| Ignacio Flores                | 1945–1946             | PRM              |                                    |
| Emilio Hernández Curiel       | 1947–1948             | PRI              |                                    |
| Sebastián Rivera              | 1949–1951             | PRI              |                                    |
| Bartolo Cortez                | 1952                  | PRI              |                                    |
| Florentino Orozco Camarena    | 1953                  | PRI              | Interino                           |
| José Rivera Ocampo            | 1954                  | PRI              |                                    |
| Florentino Orozco C.          | 1955                  | PRI              |                                    |
| Emilio Hernández O.           | 1956–1957             | PRI              |                                    |
| Martín Ortega Calderón        | 1958                  | PRI              | Interino                           |
| L. Ramiro Cortez M.           | 01-01-1959–31-12-1961 | PRI              |                                    |
| Salvador Rivera Lizardi       | 01-01-1962–31-12-1964 | PRI              |                                    |
| Alfredo Rivera Lizardi        | 01-01-1965–31-12-1967 | PRI              |                                    |
| L. Ramiro Cortez Martínez     | 01-01-1968–31-12-1970 | PRI              |                                    |
| Salvador Rivera Lizardi       | 01-01-1971–31-12-1973 | PRI              |                                    |
| Manuel Delgado Hernández      | 01-01-1974–31-12-1976 | PRI              |                                    |
| Ma. Guadalupe Guapo Rivera    | 01-01-1977–31-12-1979 | PRI              |                                    |
| David Calderón Zepeda         | 01-01-1980–31-12-1982 | PRI              |                                    |
| Rosendo Ramos Ontiveros       | 01-01-1983–31-12-1985 | PRI              |                                    |
| Manuel Delgado Hernández      | 01-01-1986–31-12-1988 | PRI              |                                    |
| Salvador Rivera Cardona       | 01-01-1989–1992       | PRI              |                                    |
| Zenón Vargas Gutiérrez        | 1992–1995             | PRI              |                                    |
| Benjamín Aldana González      | 1995–1997             | PRI              |                                    |
| Raúl Andrés Ontiveros Bahnsen | 01-01-1998–31-12-2000 | PRI              |                                    |
| Benjamín Aldana González      | 01-01-2001–31-12-2003 | PRI              |                                    |
| Joel Rodríguez Saldívar       | 01-01-2004–31-12-2006 | PAN              |                                    |
| Rubén Núñez Yera              | 01-01-2007–31-12-2009 | PRI              |                                    |
| Eutimio Pérez Ocampo          | 01-01-2010–30-09-2012 | PRI Panal        | Coalición "Alianza por Jalisco"    |
| Jaime Villalobos Rivera       | 01-10-2012–30-09-2015 | PRI PVEM         | Coalición "Compromiso por Jalisco" |
| David Calderón González       | 01-10-2015–30-09-2018 | PAN PRD          |                                    |
| Gildardo Partida Meléndrez    | 01-10-2018–30-09-2021 | Panal            |                                    |
| Josué Saúl Pérez Ocampo       | 01-10-2021–           | Morena           |                                    |

## Hermanamiento
- Andalucía Bollullos de la Mitación, España (2006)[27][28][29]